# Marcus Thuram
Marcus Lilian Thuram-Ulien (født 6. august 1997) er en fransk professionel fodboldspiller, som spiller for Serie A-klubben Inter Milan og Frankrigs landshold.

## Klubkarriere

### Sochaux
Thuram begyndte sin karriere hos FC Sochaux, hvor han hvor gjorde sin professionelle debut i marts 2015.

### Guingamp
Thuram skiftede i juli 2017 til EA Guingamp.

### Borussia Mönchengladbach
Thuram skiftede i juli 2019 til tyske Borussia Mönchengladbach.
Thuram blev i december 2020 givet et rødt kort for at spytte Hoffenheim-spiller Stefan Posch i ansigtet under en kamp. Han blev givet en 6 kampe bandlysning, og en bøde på 40.000 euro.
Inter Milan
Thuram skiftede i juli 2023 til Inter Milan efter han kontrakt med Mönchengladbach var udløbet.

## Landsholdskarriere

### Ungdomslandshold
Thuram har repræsenteret Frankrig på flere ungdomsniveauer.

### Seniorlandshold
Thuram debuterede for Frankrigs landshold den 11. november 2020.

## Privat
Marcus Thuram er søn af den tidligere professionelle fodboldspiller Lilian Thuram. Han blev født i Parma, Italien imens hans far spillede for Parma Calcio. Hans lillebror Khéphren Thuram er også professionel fodboldspiller.
Han er opkaldt efter den jamaicanske aktivist Marcus Garvey.

## Titler
Frankrig U/19
- U/19-Europamesterskabet: 1 (2016)

Inter Milan
- Serie A: 1 (2023-24)
- Supercoppa Italiana: 1 (2023)